# Banco Nacional de Grecia

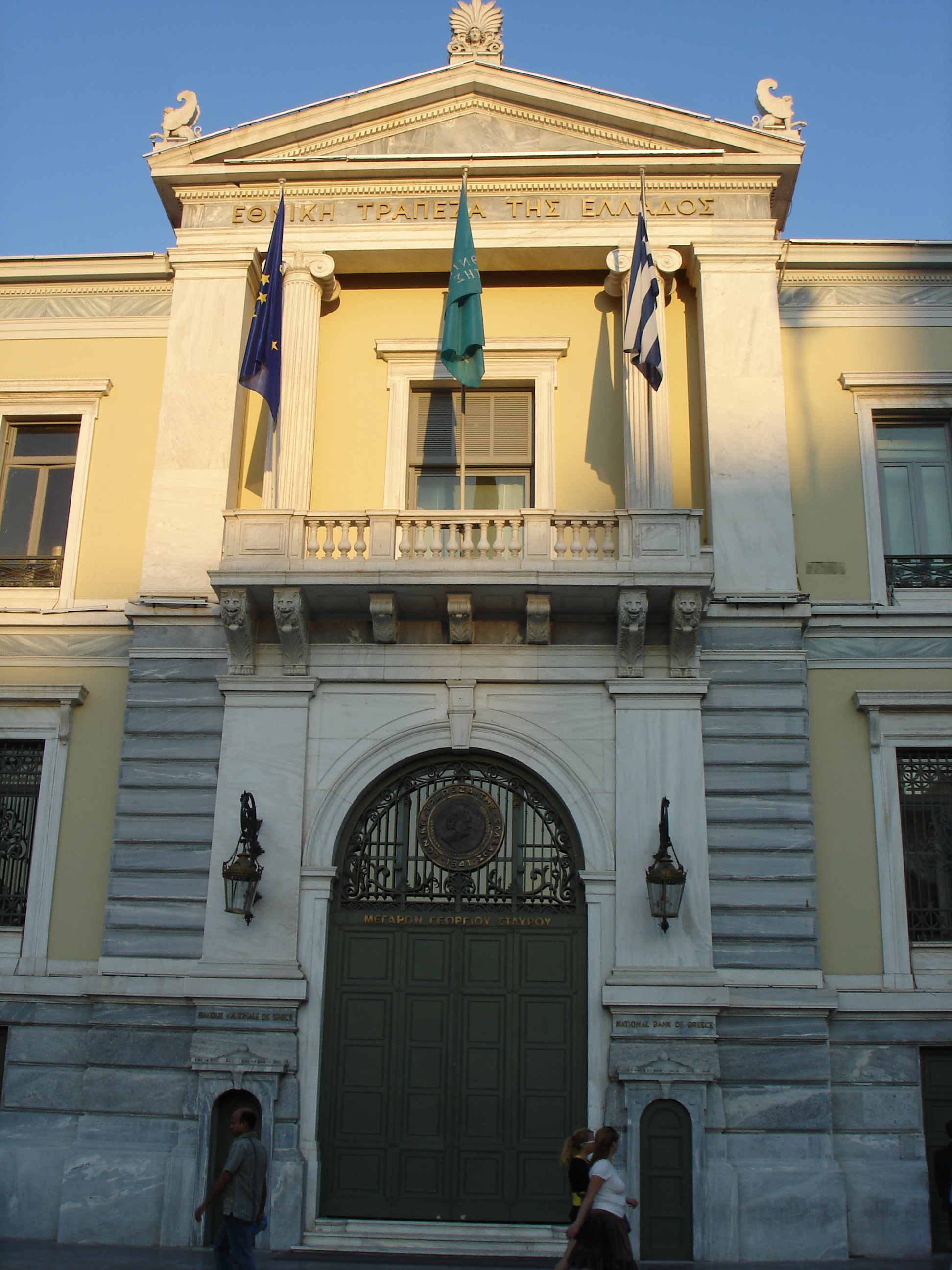
Edificio de la antigua sede de NBG en Atenas.

El Banco Nacional de Grecia (en inglés: National Bank of Greece, NBG; en griego: Εθνική Τράπεζα της Ελλάδος), es el más antiguo y más grande banco comercial de Grecia. El grupo tiene particularmente una fuerte presencia en el Sureste de Europa y en el Mediterráneo Oriental. Posee subsidiarias en 18 países, incluido Bulgaria, Chipre, Egipto, Macedonia del Norte, Países Bajos, Rumania, Rusia, Serbia, Sudáfrica, Suiza, y Turquía. 
Fundado en 1841 como banco comercial, NBG disfrutó del derecho de emitir billetes y moneda hasta el establecimiento del Banco de Grecia en 1928. Ha estado cotizando en la bolsa de Atenas desde la fundación de la misma en 1880. Desde octubre de 1999, el banco cotiza en la bolsa de Nueva York. El Grupo NBG participa en los servicios de banca de inversión, casa de corretaje de bolsa, seguros, gestión de activos, y en los mercados de leasing y factoring.
La red de sucursales del banco y red de cajeros automáticos (ATM), la mayor en Grecia, cubre de forma efectiva todo el país. Está desarrollando y expandiendo canales de distribución alternativos de sus productos, como banca por internet o por telefonía móvil. En la actualidad, después de recientes adquisiciones en el Sureste de Europa, la red de sucursales del banco en el extranjero alcanza las 868 unidades. Más de 9 millones de cuentas de depósitos y más de 1,5 millones de préstamos bancarios son llevados a cabo por NBG.

## Historia
- NBG fue fundada en 1841 en Atenas, siendo el banco más antiguo del país. No era de propiedad estatal en su nacimiento pero tenía el derecho a emitir moneda, que perdió en 1928 cuando fue establecido el Banco de Grecia como banco central del país.[2] Su estatus cambio a ser propiedad del estado cuando, durante la I Guerra Mundial, el banco rehusó financiar nuevo equipamiento militar para el gobierno griego. El gobierno desarrolló nueva legislación que permitía elegir a sus propios funcionarios en el consejo de administración del banco.
- En 1899 NBG adquirió el Privileged Bank of Epirus and Thessaly (Pronomiouchos Trapeza Epirothessalias, Banco Privilegiado del Epiro y Tesalia). Andreas Syngros había fundado el banco en Volos en 1882. Desafortunadamente, el banco no se había recuperado de su muerte ni de la guerra greco-turca (1897).
- En 1904 NBG estableció la Banque d’Orient, junto con el Nationalbank für Deutschland, que casi inmediatamente se retiró de la empresa. El banco griego retuvo sucursales en Salónica, Esmirna y Alexandría.
- En 1907 NBG eligió Chipre como localización de su primera sucursal fuera de Grecia.
- En 1919 NBG adquirió el Banco de Creta (Trapeza Kritis).
- En 1923 el Tratado de Lausana obliga a un intercambio de poblaciones entre Grecia y Turquía, provocando la salida de los griegos de Esmirna, resultando en la clausura de la sucursal del Banque d'Orient.
- En 1930 NBG y Banco de Atenas combinaron sus actividades en Egipto en una subsidiaria conjunta, Banque Nationale de Grèce et d’Athènes.
- En 1932 NBG adquirió el Banque d'Orient (Trapeza Anatolis).
- En 1939 estableció una subsidiaria en Nueva York, Hellenic Bank Trust Company.
- Durante la II Guerra Mundial, Deutsche Bank fue el responsable de la gestión del NBG durante la ocupación germana.
- En 1953 el gobierno griego forzó al NBG a fusionarse con el Banco de Atenas para formar el National Bank of Greece and Athens (Banco Nacional de Grecia y Atenas), después abreviado a National Bank of Greece. La fusión dio al NBG control sobre varias subsidiarias del Banco de Atenas, el Banco de Atenas Sudafricano (establecido en 1947), que el NBG todavía posee.
- En 1960 Egipto nacionalizó todos los bancos en Egipto, incluido la Banque Nationale de Grèce et d’Athènes, que fue fusionado con el Banco Nacional de Egipto (National Bank of Egypt).
- En 1965 NBG adquirió el Trapeza Epagelmatikis Pistis.
- En 1978 el gobierno griego permitió la formación del Banco Árabe Helénico (Arab Hellenic Bank) con el 49 % de capital árabe, como una excepción a la prohibición de que bancos extranjeros poseyeran más del 40 % del capital de un banco griego. NBG mantuvo el 51 % y proporcionó la mayoría del personal del banco. El banco libio Arab Foreign Bank y Kuwaiti Investment Organisation tomaron el 40 % entre ambos y otros inversores árabes tomaron el 9 %. El mismo año NBG abrió una sucursal en el Cairo.
- En 1994 NBG incorporó sus sucursales en Chipre a una subsidiaria: National Bank of Greece (Chipre)
- En 1995 el gobierno griego disolvió el insolvente Banco Árabe Helénico (Arab Hellenic Bank) al coste al Fondo de Depósitos de Garantía Griego de 1.5m Euros en pagos a los depositarios.
- En 1998 NBG se fusionó con el Banco Nacional Hipotecario de Grecia (National Mortgage Bank of Greece) (Ethniki Ktimatiki Trapeza Ellados), en sí mismo el resultado de la fusión del Banco Nacional Hipotecario (National Mortgage Bank) y el Banco Nacional de Vivienda de Grecia (National Housing Bank of Greece).
- En julio de 2000 National Bank of Greece adquirió el 89.9 % del Banco Búlgaro Unido (United Bulgarian Bank - UBB).
- En abril de 2000, en un acuerdo con el Banco Europeo de Reconstrucción y Desarrollo (BERD) y el IFC, el NBG adquirió una participación mayoritaria en el Stopanska Banka (Skopie, Macedonia del Norte).
- En 2002 NBG se fusionó con el ETEBA – Banco Nacional de Inversiones para el Desallo Industrial.
- En 2002 fracasó el intento de fusionar el National Bank of Greece con el Alpha Bank.
- En 2003 NBG adquirió la Banca Romaneasca, un banco rumano, y en la actualidad mantiene el 88.7 % de las acciones. Banca Romaneasca tiene 90 sucursales.
- En 2005 Bank of Nova Scotia adquirió todas las operaciones de NBG en Canadá.
- En 2005, como parte del continuo esfuerzo del Grupo NBG para aumentar la estructura de su cartera de activos y para responder a las demandas del mercado doméstico e internacional, los consejos de administración del National Bank of Greece S.A. y de la National Investment Company S.A. decidieron fusionar las dos compañías a través de la absorción de la segunda por el banco.[3]
- En 2006 NBG adquirió el 46 % de las acciones de Finansbank en Turquía.
- En 2006 NBG adquirió el 99.44 % del Vojvođanska Bank de Serbia por €385 millones.
- En 2006 NBG vendió su filial en EE. UU., Atlantic Bank of New York, al New York Community Bancorp por US$400 millones (€331 millones) en efectivo. El efectivo de la venta permitirá financiar nuevas adquisiciones en el Sudeste de Europa.
- El 9 de enero de 2007 el National Bank of Greece anunció que había aumentado su participación en el Finansbank al 80.4 %. NBG, en un comunicado dirigido a la bolsa de Atenas, dijo que había obtenido el 34,4 % adicional  de Finansbank de accionistas minoritarios, que se añadía al 46 % que ya poseía. Hüsnü Özyeğin sostuvo en la conferencia de prensa inicial cuando NBG anunció la adquisición del 46 % de las acciones que le "encantaría que le hubieran ofrecido acciones de National Bank of Greece en lugar de efectivo, pero que no estaban disponibles (fuera del mercado libre).
- El 25 de enero de 2007, NBG anunció la fusión de National Bank of Greece y National Management & Organization Co (Ethnokarta). Dado que NBG mantiene el 100 % las acciones de National Management & Organization Co (Ethnokarta), no aumentará el capital de NBG tras la fusión.
- El 21 de marzo de 2007, NBG finalizó la adquisición de P&K Investment Services SA. La adquisición crea la mayor casa de corretaje de acciones y servicios de inversión en Grecia. NBG planea expandir este negocio a todos los países donde tiene presencia.